# Pejovnik
Pejovnik je priimek več znanih Slovencev:
- Stane Pejovnik (*1946), kemik, 42. rektor Univerze v Ljubljani